# دایاموند (میزوری)
دایاموند (به انگلیسی: Diamond) یک شهر در ایالات متحده آمریکا است که در شهرستان نیوتون، میزوری واقع شده‌است. دایاموند ۱٫۹۴ کیلومتر مربع مساحت و ۹۰۲ نفر جمعیت دارد و ۳۵۳ متر بالاتر از سطح دریا واقع شده‌است.